# Жозеф де Мірібель
Марі Франсуа Жозеф де Мірібель (фр. Marie François Joseph de Miribel) — французький генерал, народився 14 вересня 1831 року в Монбонно-Сен-Мартен і помер 12 вересня 1893 року в Отрив, поблизу Борепера.
Він був начальником генерального штабу армії тричі: вперше з листопада 1877 по 1879 рік, вдруге між 1881 і 1882 роками і, нарешті, з 1890 по 1893 рік.

## Біографія

### Походження
Марі Франсуа Жозеф де Мірібель народився 14 вересня 1831 року в Монбонно-Сен-Мартен, Ізері. Він син Артус де Мірібель, (1785-1853), мер Гренобль з 1842 по 1845 рік і Александрін де Валорі/Валорі (1790-1868). Він четвертий син, з п'яти дітей.
Він належить до сім'ї Копен де Мірібель, родом з Дофіне, яка отримала дворянство в XVII столітті.
Жозеф де Мірібель одружився з Анрієттою де Груші (1844-1923). У них було восьмеро дітей, у тому числі Марі де Мірібель, (1872-1959), засновниця лікарні соціальних робіт християнського натхнення.

### Кар'єра

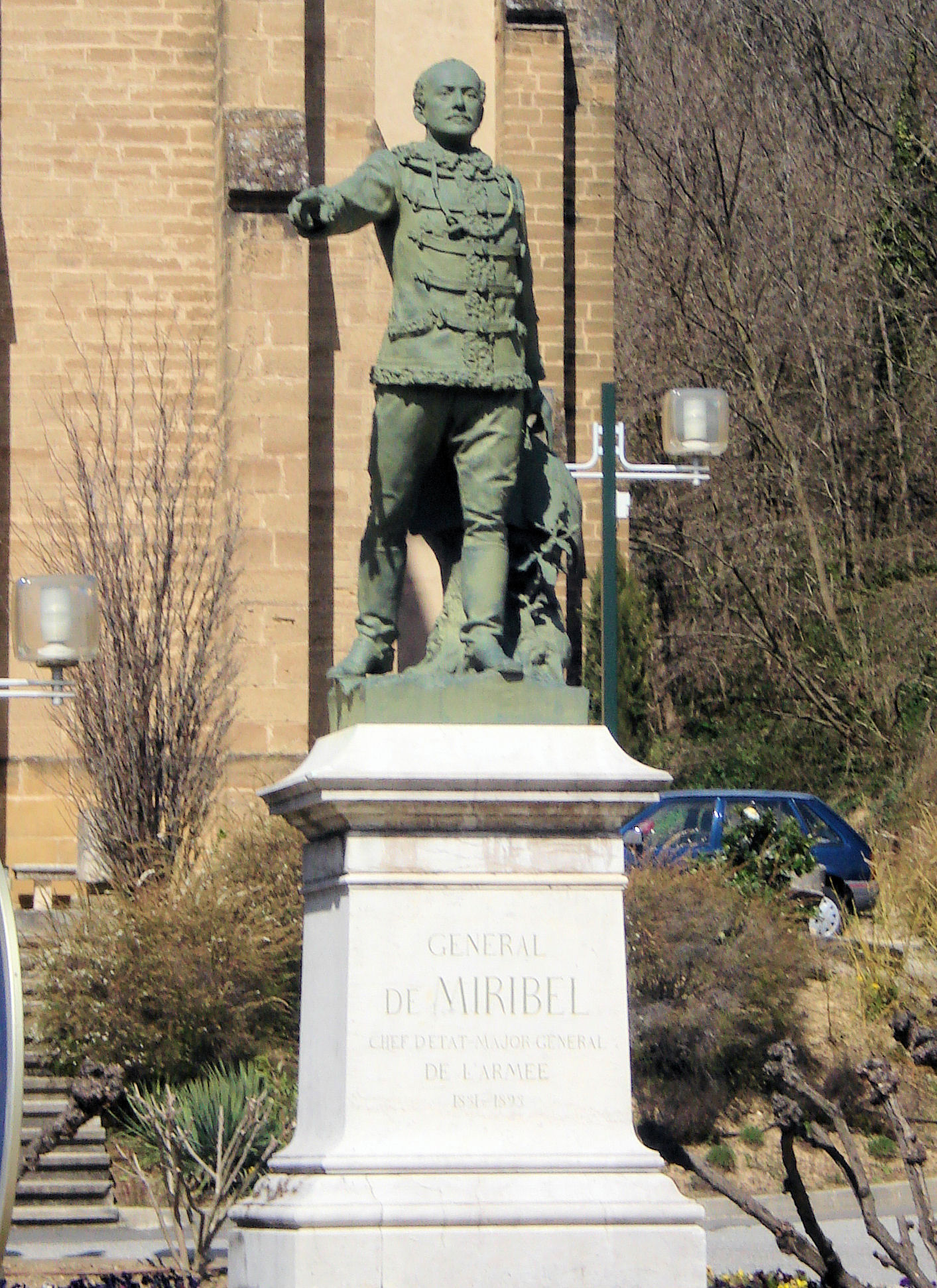
Статуя генерала де Мірібеля, розташована в Отрив у Дромі

Вступивши до Політехнічної школи в 1851 році, Жозеф де Мірібель обрав зброю артилерія після закінчення навчання.
Він брав участь у Кримській війні, потім в Італійській кампанії як капітан артилерії. Він брав участь у Мексиканській кампанії під командуванням генерала де Лом'єра. Він був призначений полковником 23 листопада 1870 під час катастрофічної Французько-прусської війни, брав участь в обороні Парижа, а потім у боях з Комуною.
Він був підвищений до бригадного генерала 3 травня 1875 року, потім до дивізійного генерала 24 липня 1880 року.
У листопаді 1877 року, будучи начальником штабу генерала Огюст-Александр Дюкро, командувача 8-го армійського корпусу, він був викликаний Гаетан де Рошбуе, міністром війни і президентом ради міністрів, щоб стати його начальником генерального штабу. За цього уряду, коли криза 16 травня 1877 року була в розпалі, республіканці підозрювали його в тому, що він брав участь у військовій змові з метою повалення Республіки з іншими генералами, включаючи Рошбуе та його колишнього боса, генерала Дюкро.
Попри свої реакційні погляди, він користувався повагою Леона Гамбетти і знову став начальником генерального штабу в 1881 році під час формування Великого міністерства Гамбетти Він єдиний з офіцерів-консерваторів, підозрюваних у путчі, який зберіг керівні обов'язки після того, як «Республіка республіканців» міцно утвердилася.
Він послідовно обіймав посади командувача 28-ї дивізії у Ліон, а потім 6-го армійського корпусу на східних кордонах. Нарешті, у 1890 році він був призначений начальником генерального штабу армії втретє. Він також засідав у складі Артилерійського комітету.
Він був нагороджений Великим офіцером Орден Почесного легіону 8 липня 1889 року.
Він став президентом Товариства колишніх студентів Політехнічної школи у 1890 році.
Генерал Жозеф де Мірібель, вражений апоплексичним ударом після повернення з інспекції в Альпах, помер 12 вересня 1893 року в замку Шателард в Отрив (Дром). Його тіло поховано на кладовищі Сен-Рош у Гренобль (Ізер).

## Відзнаки
- Великий офіцер ордену Почесного Легіону;
- Лицар Савойський військовий орден (16 січня 1860 р.);
- Пам'ятна медаль Італійської кампанії (1859);
- Пам'ятна медаль Мексиканської експедиції;
- Медаль Її Величності Королеви Англії (Великобританія);
- Офіцер Орден Божої Матері Гваделупської (Мексика) (1865).

## Іконографія

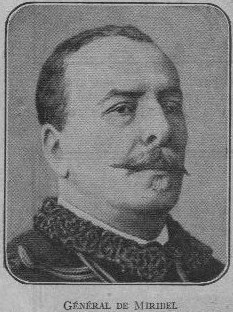
Жозеф де Мірібель

Шарль Еме Ірвуа, «Генерал де Мірібель», барельєф з червоної патинованої штукатурки. Колекція Музею Гренобля (MG IS 83-42).
Шарль Еме Ірвуа, «Генерал де Мірібель», мармуровий медальйон. Гробниця генерала де Мірібеля, кладовище Сен-Рош, Гренобль.